# Ribeirinha (Ribeira Grande)
Ribeirinha ist eine portugiesische Gemeinde (Freguesia) im Kreis (Município) von Ribeira Grande auf der Azoreninsel São Miguel. In ihr leben 2510 Einwohner (Stand 19. April 2021).
Im Gebiet der Gemeinde befindet sich auf dem Vorgebirge Ponta do Cintrão der gleichnamige Leuchtturm Farol da Ponta do Cintrão.